# Eibenstocker Bergbau- und Seifenlehrpfad

Symbol

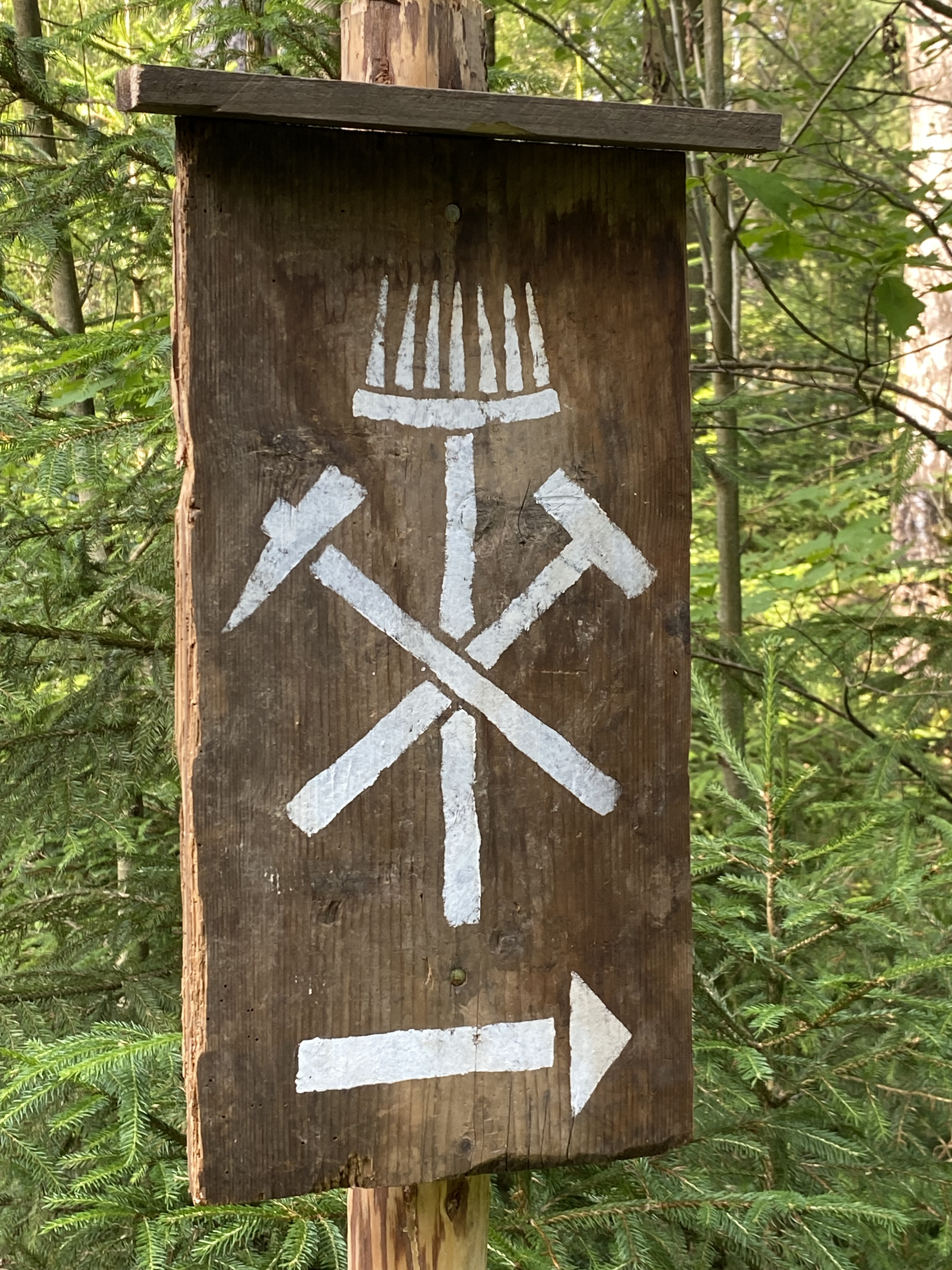
Neue Orientierungstafel (2021)

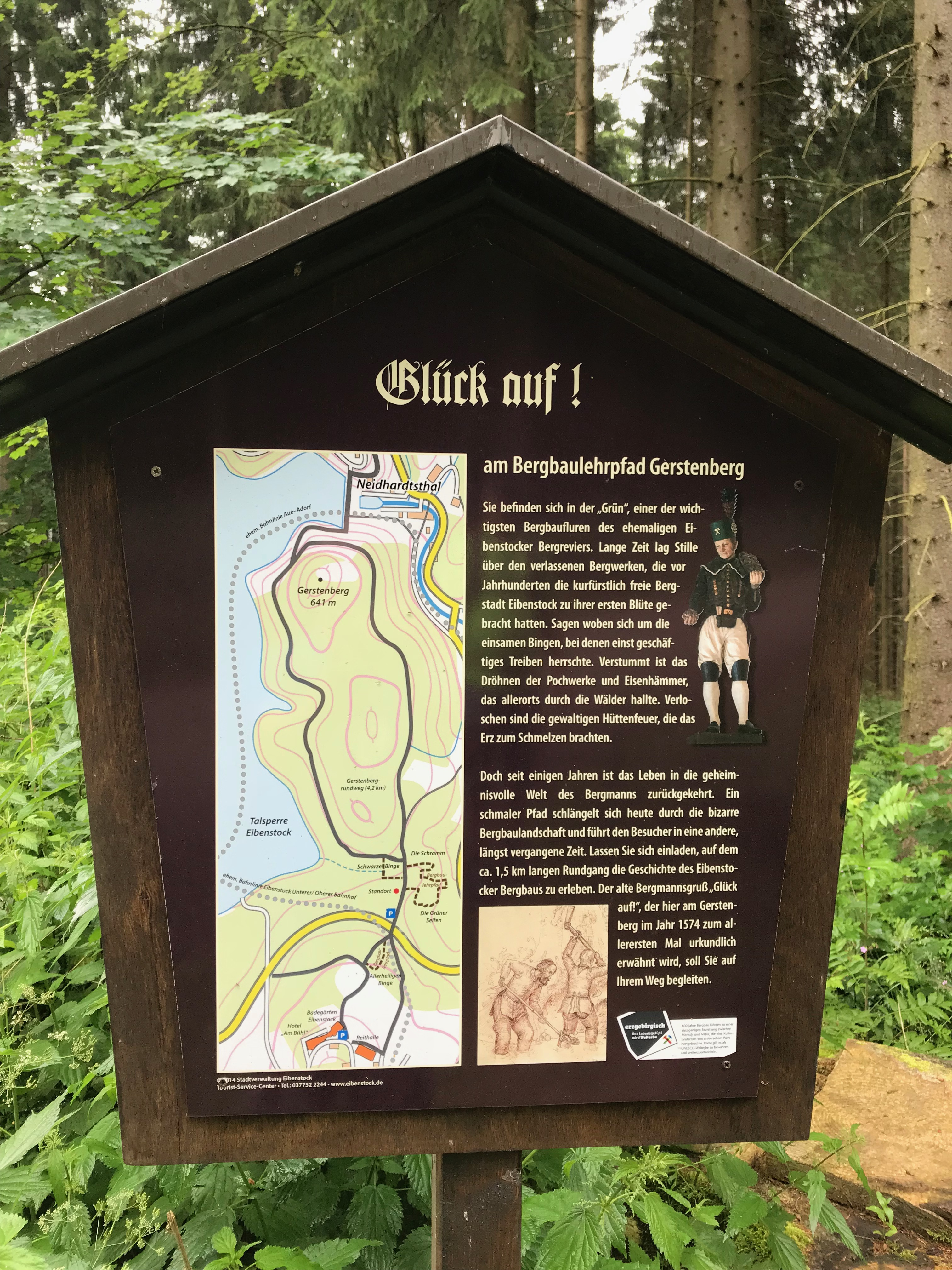
Infotafel Bergbaulehrpfad

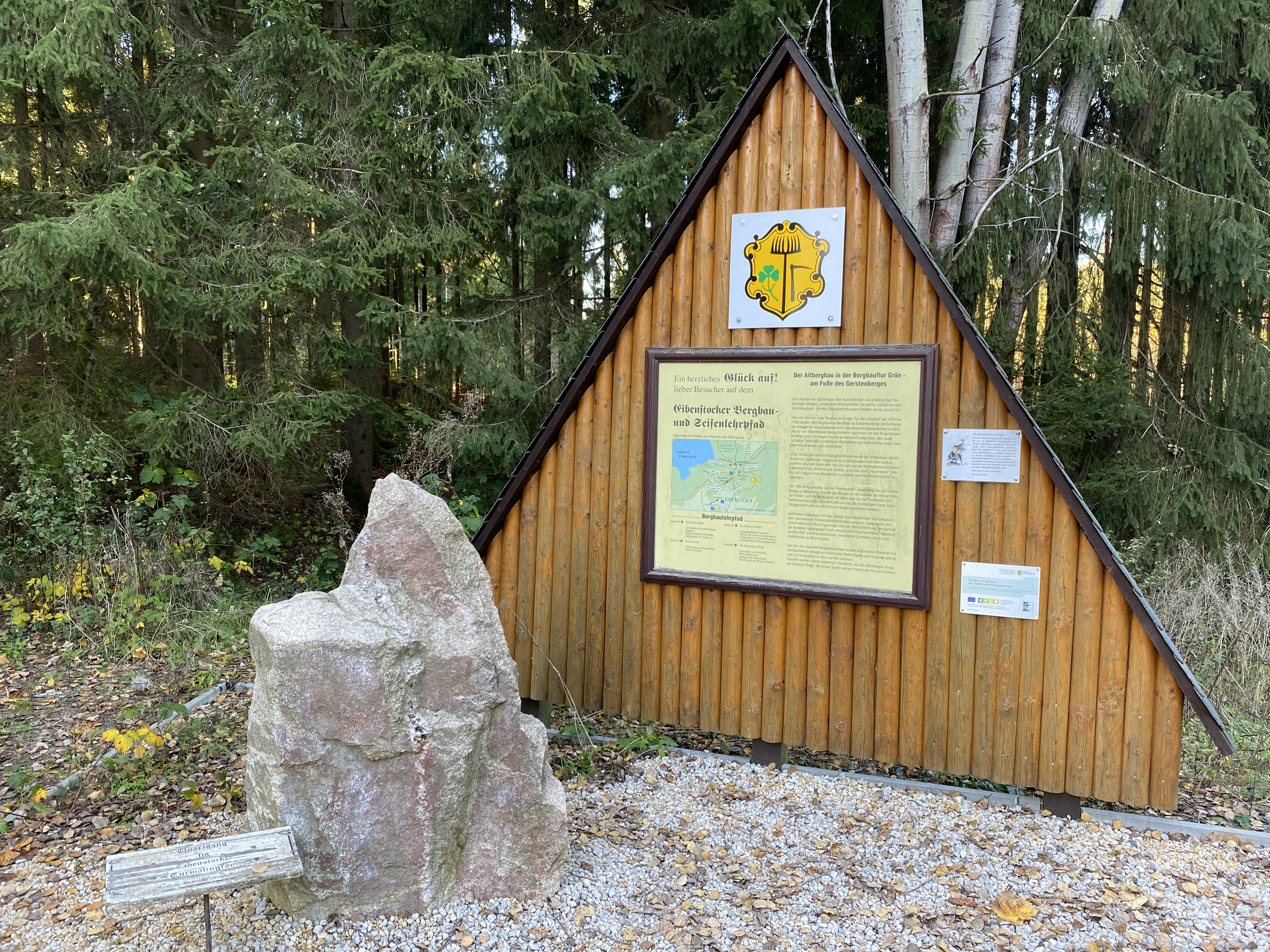
Infotafel Eibenstocker Bergbau- und Seifenlehrpfad

Der Eibenstocker Bergbau- und Seifenlehrpfad ist ein Bergbaulehrpfad. Er befindet sich am Gerstenberg unweit der Talsperre Eibenstock auf dem Gebiet von Eibenstock im sächsischen Erzgebirge. Der Lehrpfad gibt auf einer Länge von 2,5 km Einblick in den historischen Zinn- und Eisenbergbau des 15. bis 17. Jahrhunderts. Das Wegesymbol ist ein weißes Quadrat mit einem diagonal von links oben nach rechts unten verlaufenden grünen Band.

## Geschichte
Vermutlich seit dem 13. Jahrhundert wird in der Gegend um Eibenstock Bergbau betrieben. Der Erwerb der Herrschaft Schwarzenberg durch den Kurfürsten von Sachsen und die Erhebung Eibenstocks zu einer freien Bergstadt förderte den Bergbau. Das durch Seifen gewonnene Zinn war ein begehrtes Handelsobjekt in ganz Europa. Eine Wende im Eibenstocker Bergrevier war die Herstellung von Weißblech direkt vor Ort, eingeführt durch Andreas Blau im Jahr 1537. Wurden am Anfang oberflächennahes Gestein gewaschen, musste ab dem 17. Jahrhundert den Erzgängen in den Fels gefolgt werden. Es erfolgte der Abbau mit Schlägel und Eisen.

## Der Lehrpfad
Der Bergbaulehrpfad unterteilt sich in 4 Abschnitte. Im ersten Abschnitt erfährt man Wissenswertes zum Thema Seifen. Tafeln erklären die Tätigkeiten in früheren Zeiten. Nachbauten von Werkzeugen und Hilfsmitteln zeigen notwendige Arbeitsschritte des Zinntagebaus. Auch die Landschaft ist durch Raithalden, ausgetrockneten Wassergräben und Aufschüttungen Zeugnis der damaligen Bergbauarbeiten in diesem Gebiet. Im gleich anschließenden zweiten Teil sind Schürfgräben zu sehen. Gut erhalten sind Lichtlöcher und in der wassergefüllten Grube „Heiliger Geist“ ist der historische Holzausbau sichtbar. Auch hier wurden Hilfsmittel des Bergbaues aus Holz nachgebildet. Etwa 100 Meter in Richtung Gerstenberg ist ein Pochwerk nachgebildet. Dem Lehrpfad folgend und eine Verzweigung des Grünen Grabens überquerend gelangt man zur „Schwarzen Binge“. War die Binge früher mit Wasser gefüllt, ist sie seit 1999 durch einen darunter durchführenden Abwasserstollen nun ausgetrocknet. Der Schrägschacht ist eine Nachbildung und zeigt die frühere Förderung der Erze. Der vierte Abschnitt befindet sich etwa 200 Meter südlich der B 283. Die „Allerheiligen Binge“ ist mit 700 Metern der größte erhaltene Bingenzug in der Grün. Hier befindet sich ein geologischer Aufschluss in der Kontaktzone von Granit und Schiefer, ein Querschlag mit verschiedenen Gangstrukturen und mehrere Probeschürfe. Hier wurde neben Zinn auch Eisen und Wismut gefördert und vor Ort verarbeitet. Die Aufbauten auf einem Lichtloch sind Nachbildungen.

## Zustand der Lehrpfades
Ein erster Teil des Lehrpfades wurde gesichert und mit neuen Tafeln ergänzt. Von Kindern mit bergmännischen Motiven bemalte Steine säumen den Weg. Aus Sicherheitsgründen sind weiter Teile des Lehrpfades noch gesperrt.

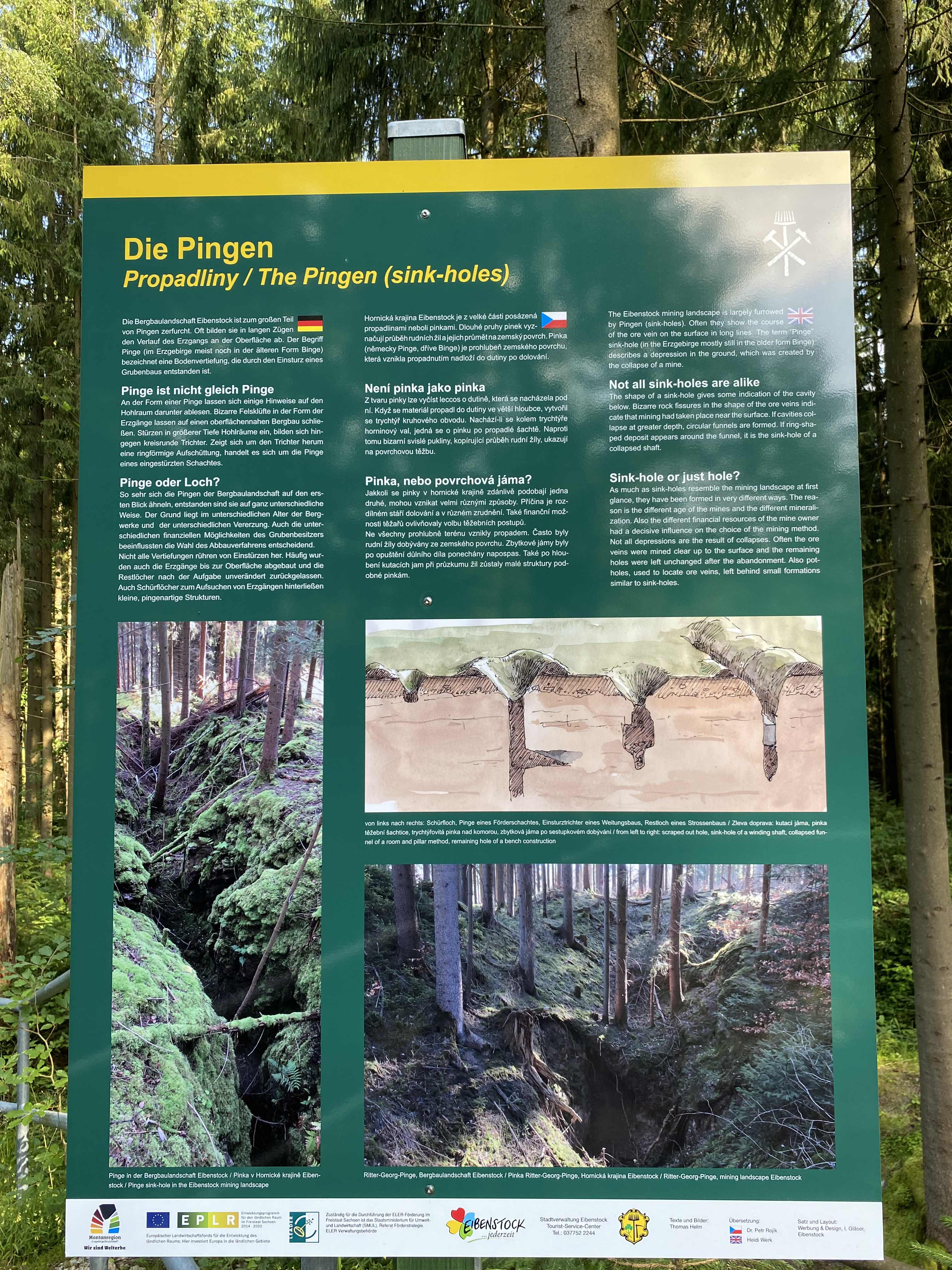
Die Pingen
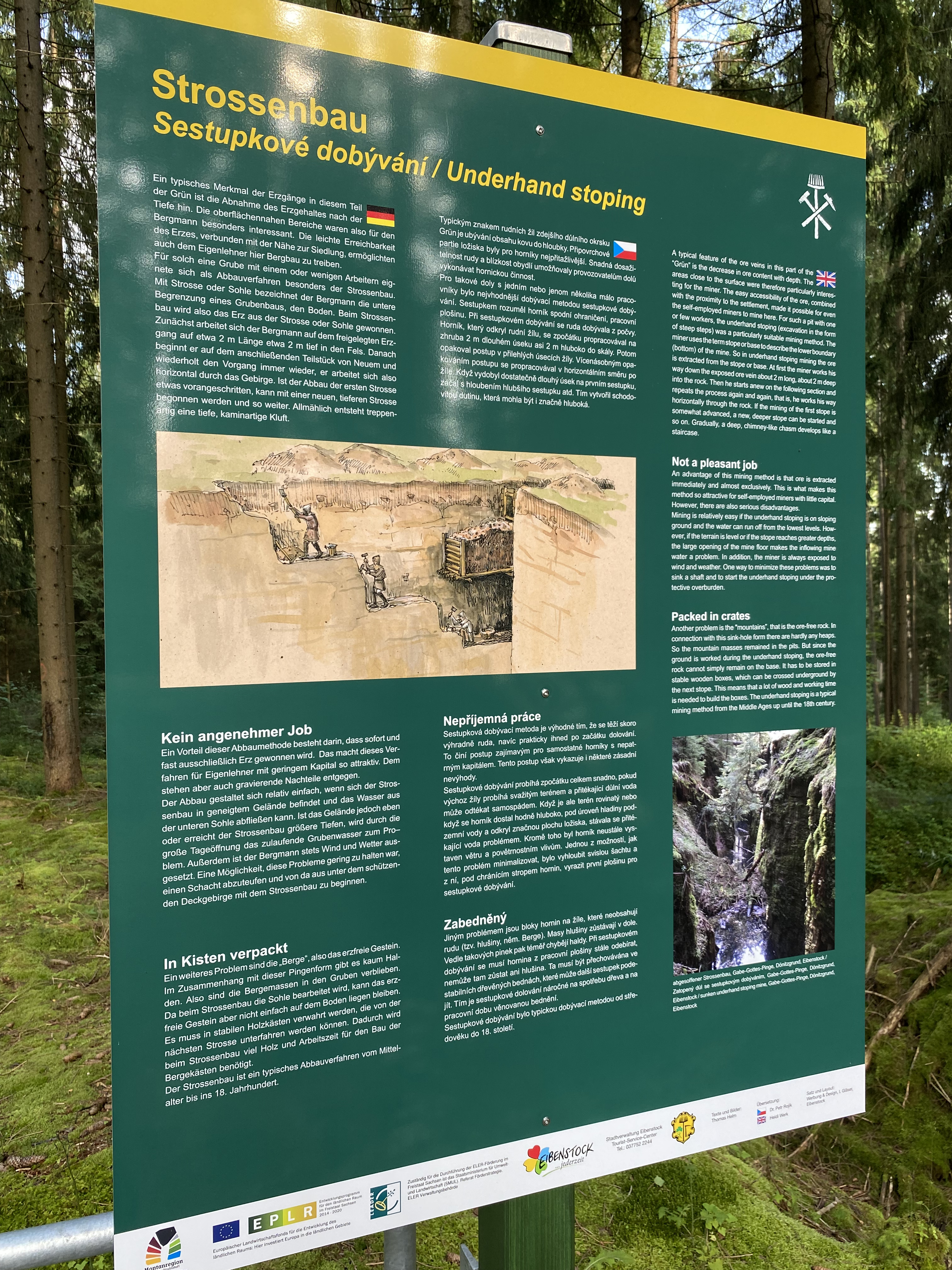
Strossenbau
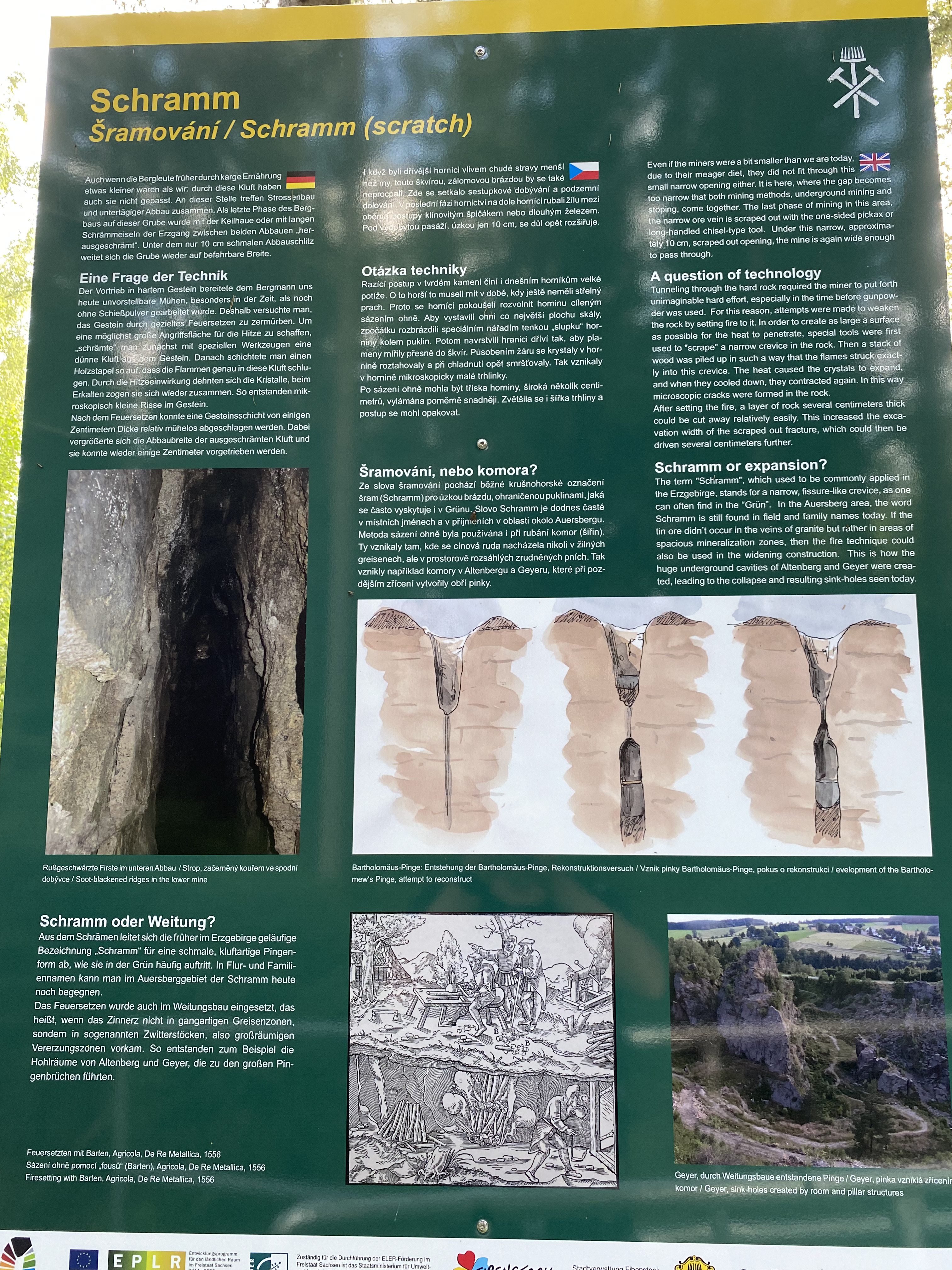
Schramm
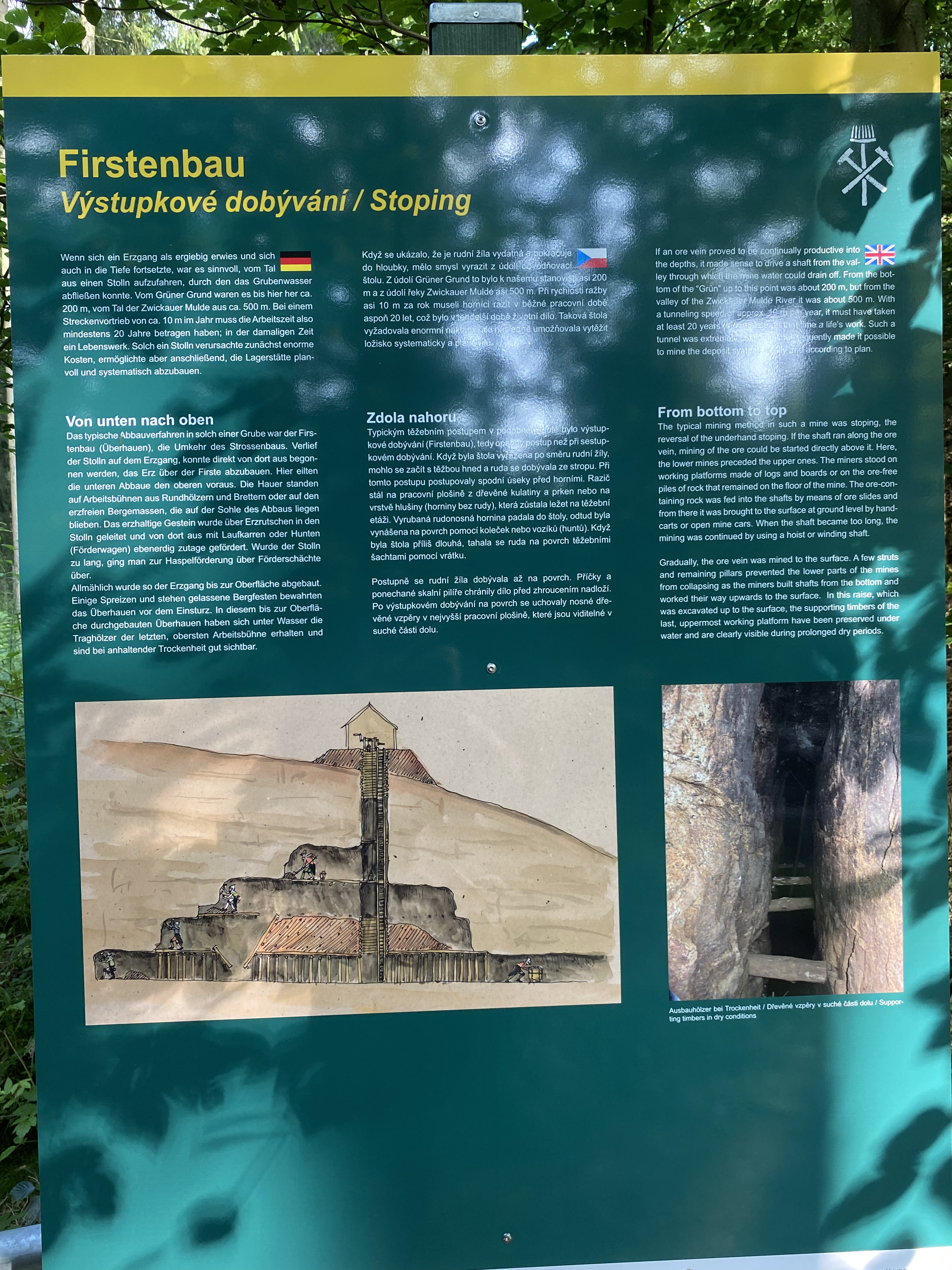
Firstenbau
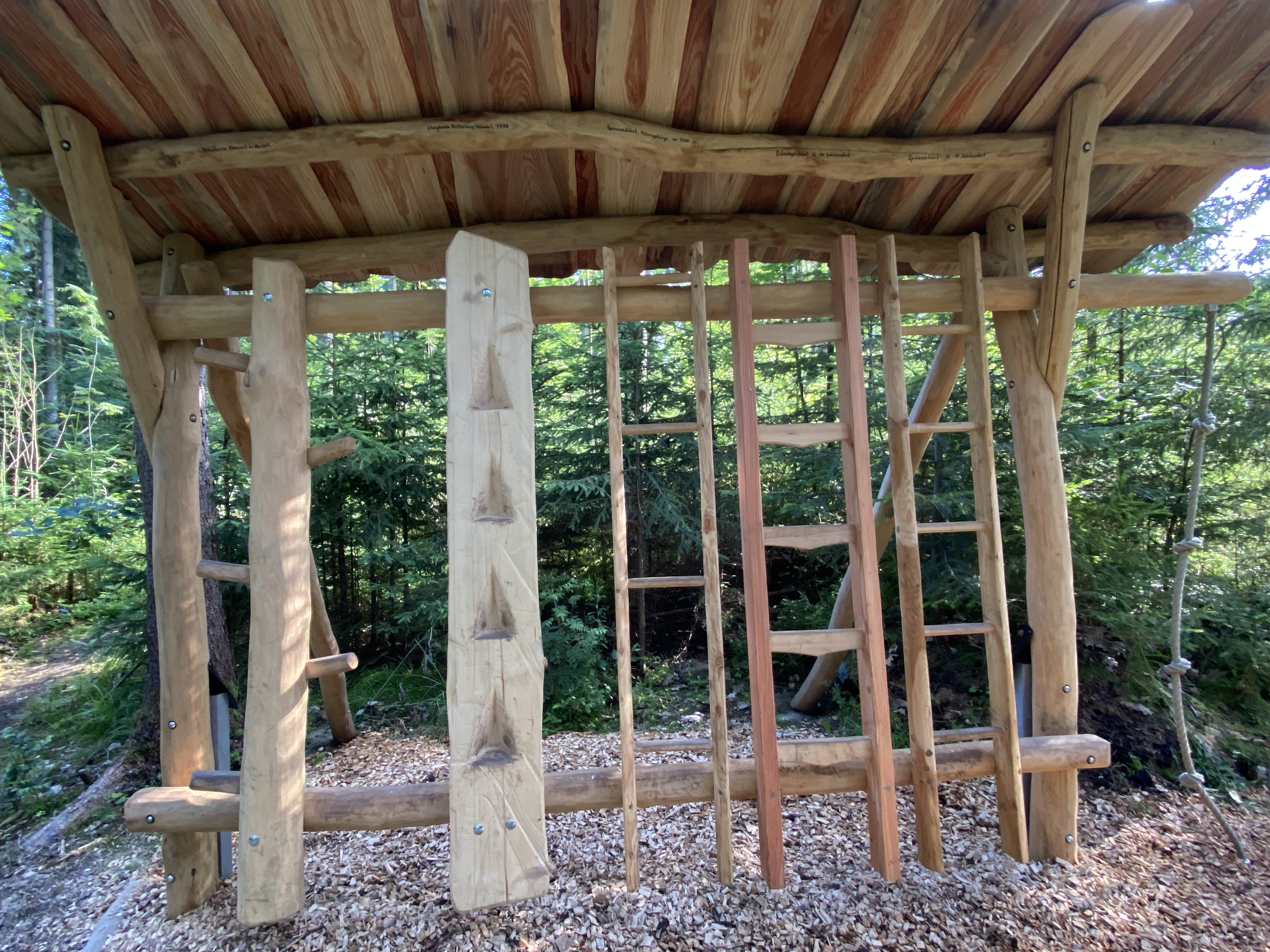
Farten zum Üben für Kinder